# Federazione cestistica del Canada
La Federazione cestistica del Canada è l'ente che controlla e organizza la pallacanestro in Canada.
La federazione controlla inoltre la nazionale di pallacanestro del Canada. Ha sede a Toronto e l'attuale presidente è Therese Quigley.
È affiliata alla FIBA dal 1936 e organizza la National Basketball League of Canada.